# Olivier Remigius von Wallis
Graf Olivier Remigius von Wallis auf Carrighmain (* 1. Oktober 1742 in Wien; † 19. Juli 1799 in Kloten (Schweiz)) war k.k. Feldzeugmeister sowie Chef des Infanterie-Regiments Nr. 29.

## Herkunft
Seine Eltern waren der Feldmarschall Franz Wenzel von Wallis (1696–1774) und dessen Ehefrau die Gräfin Maria Rosa Regina von Thürheim (1705–1777).
Sein Bruder Michael Johann Ignaz (1732–1798) wurde österreichischer Feldmarschall.

## Leben
Wie viele der Familie Wallis ging er zum Militär. Dort kam er in das Infanterie-Regiment Nr. 11, wo sein Vater Regimentschef war. Er stieg schnell auf und wurde 1767 Major, 1768 Oberstleutnant und 1769 Oberst. Von 1769 bis 1777 war er Kommandeur des Regiments. Am 27. November 1777 wurde er zum Generalmajor befördert. Er kämpfte im bayerischen Erbfolgekrieg, wo er am 28. Februar 1779 versuchte Neustadt zu erobern und dabei die Stadt zerstörte, sodass sie wertlos wurde.
Anschließend wurde er am 9. Oktober 1787 zum Feldmarschalleutnant befördert.
Als solcher kämpfte er im Türkenkrieg von 1787. Er kämpfte unter Loudon und später unter Clerfayt. Im Jahr 1791 wurde er auch Chef des Infanterie-Regiments Nr. 29.
Während des Ersten Koalitionskrieges wurde er zur Division Hohenlohe-Kirchberg an Rhein und Mosel versetzt, Ende 1792 kam die Einheit an den Oberrhein zwischen Basel und Straßburg. Am 21. Mai 1794 wurde er zum Feldzeugmeister ernannt und 1795 nach Italien versetzt.
Am 22. November 1795 übernahm er in der Lombardei das Kommando über die Armee von Graf de Vins. Bereits am nächsten Tag wurde seine Armee bei Loano geschlagen. Es gelang ihm zunächst die Artillerie und den Train nach San Giacomo zu retten, aber am 24. November wurde er von den Franzosen erobert. Der Schnee brachte ein Ende der Kampfhandlungen. Im April 1796 übernahm Graf Beaulieu das Kommando. 1797 endete der Krieg mit dem Frieden von Campo Formio.
1799 begann der Zweite Koalitionskrieg und Wallis wurde der Armee des Erzherzogs Karl in Schwaben zugewiesen. Am 21. März 1799 wurde die französische Rheinarmee in Ostrach geschlagen. Am 25. März griffen die Franzosen bei Stockach an, wurden aber wieder geschlagen. Das Korps des Erzherzogs Karl marschierte in die Schweiz, wo es auf die Donau-Armee des Generals Massena traf. Am 4. Juni 1799 trafen die Armeen bei Zürich aufeinander. Wallis führte den Angriff auf den Zürichberg und wurde schwer verwundet. Man brachte ihn nach Kloten, wo er am 19. Juli 1799 verstarb.

## Familie
Er heiratete die Freiin Walpurga von Hennet (* 11. Juni 1763; † 21. Februar 1844). Das Paar hatte mehrere Kinder, darunter:
- Michael Oliver (* 27. Dezember 1797; † 14. März 1860), k.k. Kämmerer ⚭ 1820 Gräfin Marie Batthyany (* 1797; † 1. April 1873), Eltern von FML Oliver von Wallis (1821–1887)
- Maria Walburga (1786–1817) ⚭ 1806 Aloysius Philipp (Karl) von Greiffenclau zu Vollrads (* 11. September 1778; † 1825)[6]

## Weblink
- https://www.napoleon-series.org/research/biographies/Austria/AustrianGenerals/c_AustrianGeneralsW.html